# 庵原朝昌
庵原 朝昌（いはら ともまさ）は、戦国時代から江戸時代前期にかけての武将。後に井伊氏の家老を務めた。通称は助右衛門。

## 略歴
今川氏重臣の庵原氏の一族であったが、今川氏滅亡後は甲斐武田氏に仕えた。武田氏滅亡後は羽柴秀吉家臣の戸田勝隆に仕えるが、津田信成の仲介で井伊直政の家臣（1500石）となる。天正19年（西暦1591年）の九戸の乱の鎮圧に参陣し鉄砲で撃たれ負傷している。しかし、直政と諍いを起こして出奔、各地を流浪し、佐々成政配下となっていた水野勝成（この時の知行1000石）に200石で召し抱えられたという。成政の死後は、勝成（もしくは松平忠吉）の仲介で再び直政家臣（2000石）として帰参した。大坂夏の陣の若江の戦いでは敵将木村重成を討ち取る功績をあげ、4000石となった。
子孫は彦根藩の次席家老（5000石）として続いた。

## 登場作品
- 『おんな城主 直虎』（2017年、NHK大河ドラマ、演：山田裕貴）